# Capacitación masiva
Para: El «proceso biológico relacionado con la reproducción» véase Capacitación (citología)
Para: El «proceso permanente, que acompaña todo el desarrollo de la vida profesional», véase Capacitación docente.
La capacitación masiva es un concepto de la educación para adultos y de la psicología social asociado con el sociólogo brasileño Clodomir Santos de Morais y basado en la actividad del individuo y en la psicología social de los grupos grandes.  Cuando se aplica en el contexto del laboratorio organizacional (LO) que, históricamente, se ha utilizado principalmente con fines de creación de empleo y generación de ingresos, se conoce con el nombre de Metodología da Capacitação Massiva (MCM Archivado el 17 de mayo de 2014 en Wayback Machine.), en portugués, como Método de Capacitación Masiva (MCM) en español, y como Large Group Capacitation Method (LGCM) en inglés.

## Diversos usos del término «Capacitación»
El término capacitación es bastante común en español, especialmente en el ámbito de la educación de adultos y de formación profesional. El Glosario trilingüe (en-fr-es) «Terminología de la educación de adultos» de la UNESCO, por ejemplo, enumera 10 diferentes formas de capacitación. En cada caso se trata de un proceso destinado a «promover, facilitar, fomentar y desarrollar las aptitudes, habilidades o grados de conocimiento» o sea aumentar las capacidades humanas. En el contexto de la administración de los Recursos Humanos, por ejemplo, la capacitación es «el proceso de adquirir conocimientos técnicos, teóricos y prácticos que mejorarán el desempeño de los empleados en sus tareas laborales». El vocabulario del  «Capacity building» (Inglés) entró en boga cada vez más desde la década de los noventa promovido por el Banco Mundial, las ONG y otras agencias internacionales, bajo la influencia, en parte, - y como sugiere Andersson, - del «enfoque de las capacidades», entonces emergente, de Amartya Sen en el contexto de la Cooperación al desarrollo. Por otro lado, la expresión «capacitación masiva» a veces se utiliza en contextos de desarrollo de sectores rurales y urbanos marginales. «Capacitación masiva» también puede referirse a enfoques para «transmitir nuevos conocimientos a la gran masa consistente de educadores de escuela», en el marco de los objetivos generales de la «Capacitación docente».  Otros programas llamados «de capacitación masiva» son, en realidad, programas de entrenamiento o de formación profesional «para» o «con» grandes grupos, a no confundirse con capacitación masiva «moraiseana», ella basada en la «actividad objetivada».

## Capacitación Masiva moraiseana: descripción general
La influencia teórica principal, reconocida por de Morais, específicamente su concepto de «Actividad Objetivada», lo que significa que, a fin de cambiar la mentalidad de las personas, es necesario comenzar con cambios en la actividad de la persona – y/o del objeto que «sugiere» su actividad. «Actividad Objetivada» se encuentra al núcleo de lo que Labra ha referido como «la otra» tradición de la Psicología social, es decir la tradición psicología histórico-cultural, «que no se contenta meramente aparentar adhesión al concepto omnipresente del «pequeño grupo» y a las «dinámicas» que ocurren dentro del «pequeño grupo» que invariablemente se toma como punto focal de la Psicología Social». El «locus»  del MCM basado en la actividad objetivada es el Laboratorio Organizacional (LO) y basado en el principio de «aprendizaje basado en la experiencia», adquieren el dominio de nuevas habilidades organizacionales y profesionales. Durante el evento de aprendizaje, el papel del instructor - (conocido como «andamiaje» en la Teoría de la actividad) - es meramente subsidiario. En otras palabras, no es el instructor que enseña, sino «el objeto que enseña». La Capacitación masiva moraiseana, entonces..., «implica varios elementos: dominio de una experiencia práctica,  tal vez con alguna orientación teórica, pero por lo menos con un punto de vista teórico,  un elemento en el que el propio objeto guía o influye en la comprensión del sujeto en el curso de la actividad, un proceso de reflexión crítica sobre la acción y sobre los motivos de la acción,  Crucialmente, siempre implica trabajar con el todo  y no con una pequeña parte del sistema.»

## MCM: Historia de Aplicación

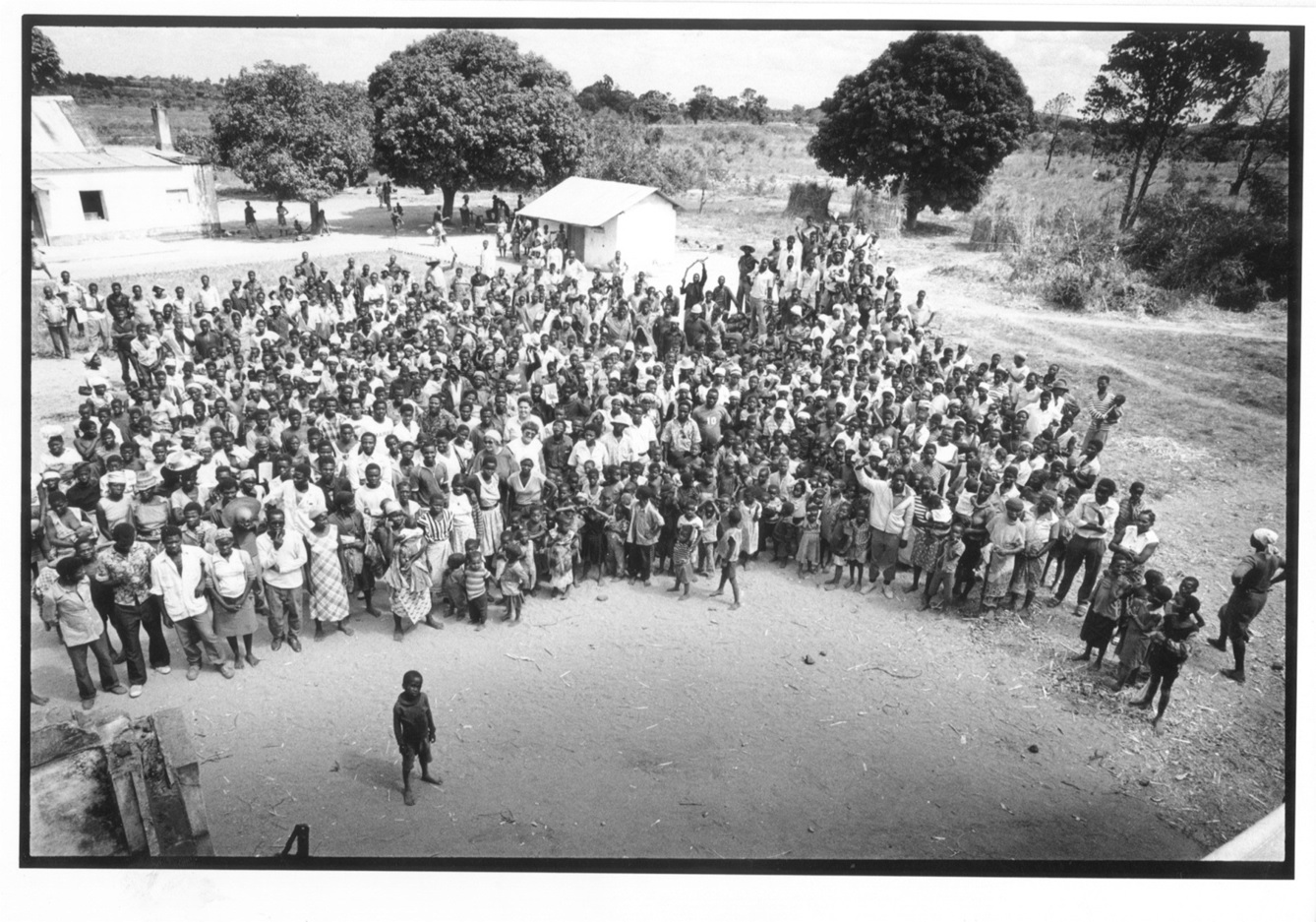
Parte del grupo de los 850 participantes en el Laboratorio Organizacional de Terreno (LOT) de Matzinho en Mozambique en guerra, en 1992.

Las ideas que dieron origen a lo que viniera a ser conocido como el Método de Capacitación Masiva moraiseano (MCM) fueron una consecuencia inesperada de un curso de 30 días, en 1954, para un grupo grande de participantes líderes de las Ligas Campesinas de la Región Nordeste de Brasil para estudiar la ley de Reforma agraria brasileña.  El grupo se reunió en condiciones clandestinas en una casa de familia urbana normal con acomodación de 7 personas, en una zona fuertemente vigilada por la policía, en Recife (Brasil).  Durante los principios de los años 1960 de Morais organizó Laboratorios de carácter experimental en todas partes del nordeste de Brasil. Después de que se vio forzado en exilio después del Golpe de Estado en Brasil de 1964, trabajó como Consejero Regional OIT de Reforma Agraria para Centroamérica, y, más tarde, bajo los auspicios de la Organización de las Naciones Unidas para la (FAO), pudo lanzar una multitud de Laboratorios Experimentales  A partir de 1973 aplicó el método emergente a la capacitación de los campesinos del Programa de Reforma agraria en Honduras, donde fue consultor responsable del Programa PROCCARA  (Programa de Capacitación Campesina para la Reforma Agraria) de la FAO y el Gobierno de Honduras, que se convertiría en el mejor exponente del llamado «Modelo hondureño» y el Capítulo 6 en (Carmen y Sobrado, 2002) para la aplicación del LO a escala nacional: durante tres años, más de 200 laboratorios tuvieron lugar, con la participación de más de 24000 campesinos y funcionarios del gobierno de la región. En los años después, de Morais trabajó como consultor o director con las Naciones Unidas (PNUD y FAO) y agencias como la CRS. En otros lugares el OW ha sido patrocinado por Hivos, Norwegian People Aid(NPA), terre des hommes, Concern Worldwide, Redd Barna y, recientemente, por ejemplo en Sudáfrica, el Instituto Seriti y departamentos gubernamentales como el Departamento de Desarrollo Social de Sudáfrica. El LO se ha extendido, durante los años, en una variedad de aplicaciones locales, regionales y nacionales y en diferentes formatos,  con los años, a Costa Rica, México, Panamá, Colombia, El Salvador, Honduras, Venezuela, Ecuador, Perú, Nicaragua, Guatemala, Brasil, el Caribe, un número de países africanos, así como en Europa.

## Capacitación con la llegada de Internet
Los métodos de capacitación masiva dieron un gran salto con la llegada de internet. Se facilitó la reunión masiva de personas a través de ordenadores y se aumentó el número de técnicas de retención y reflexión. Un ejemplo es la formación profesional con el e-learning (Es el proceso de enseñanza-aprendizaje donde la comunicación se maneja de manera síncrona como asíncrona) , siendo esta una herramienta que engloba varios aspectos de la multimedia como son el video, el audio, la animación y el diseño, sin dejar de lado la pedagogía.  La capacitación en internet tiene una serie de ventajas al usar el método pedagógico ADDIE, The Research Institute of America ha declarado que e-learning aumenta las tasas de retención del conocimiento en hasta un 60%, en comparación a las tasas de retención del aprendizaje presencial que en promedio son de 8% a 10%.